# Ahmad Nivins
Ahmad Naadir Nivins ( Jersey City, Nueva Jersey, 10 de febrero de 1987) es un exbaloncestista estadounidense que mide 2,06 metros y jugaba en la posición de pívot. Actualmente ejerce como entrenador asistente de los Lakeland Magic de la G League.

## Carrera

### Universidad
Jugando su última temporada en la Universidad de Saint Joseph’s, la temporada 2008-09, en 32 partidos tuvo unos promedios de doble-doble con 19,2 puntos, 11,8 rebotes además de 1,75 tapones.

#### Estadísticas
| Año     | Equipo         | PJ | PT | MPP  | %TC  | %3P  | %TL  | RPP   | APP  | ROB  | TPP  | PPP   |
| ------- | -------------- | -- | -- | ---- | ---- | ---- | ---- | ----- | ---- | ---- | ---- | ----- |
| 2005–06 | Saint Joseph's | 30 | 12 | 22.7 | .613 | .000 | .706 | 4.97  | .27  | .40  | 1.30 | 6.13  |
| 2006–07 | Saint Joseph's | 31 | 31 | 34.9 | .630 | .000 | .678 | 7.58  | .35  | 1.03 | 1.03 | 16.65 |
| 2007–08 | Saint Joseph's | 33 | 33 | 33.7 | .647 | .000 | .741 | 5.85  | .48  | .67  | 1.18 | 14.42 |
| 2008–09 | Saint Joseph's | 32 | 32 | 39.3 | .612 | .000 | .787 | 11.81 | 1.00 | .81  | 1.75 | 19.16 |

### Profesional
Para Nivins, Bàsquet Manresa fue su primera experiencia en Europa. Ahmad Nivins es un jugador con un gran físico, buen taponeador y reboteador que tiene buena mano para el lanzamiento desde 4-5 metros.
Las buenas estadísticas de su último en la Universidad de Saint Joseph’s Hawks propició que fuera escogido en el número 56 de la segunda ronda del Draft de la NBA de este año por los Dallas Mavericks.
Tras sufrir una grave lesión en la rodilla izquierda que le obligó a pasar por más de un año de recuperación, a principios de 2011 Nivins firmó por los Dexia Mons Hainaut de Bélgica.
[actualizar]